# Camillo Procaccini
Camillo Procaccini (Parma, 3 marzo 1561 – Milano, 21 agosto 1629) è stato un pittore italiano.

## Biografia

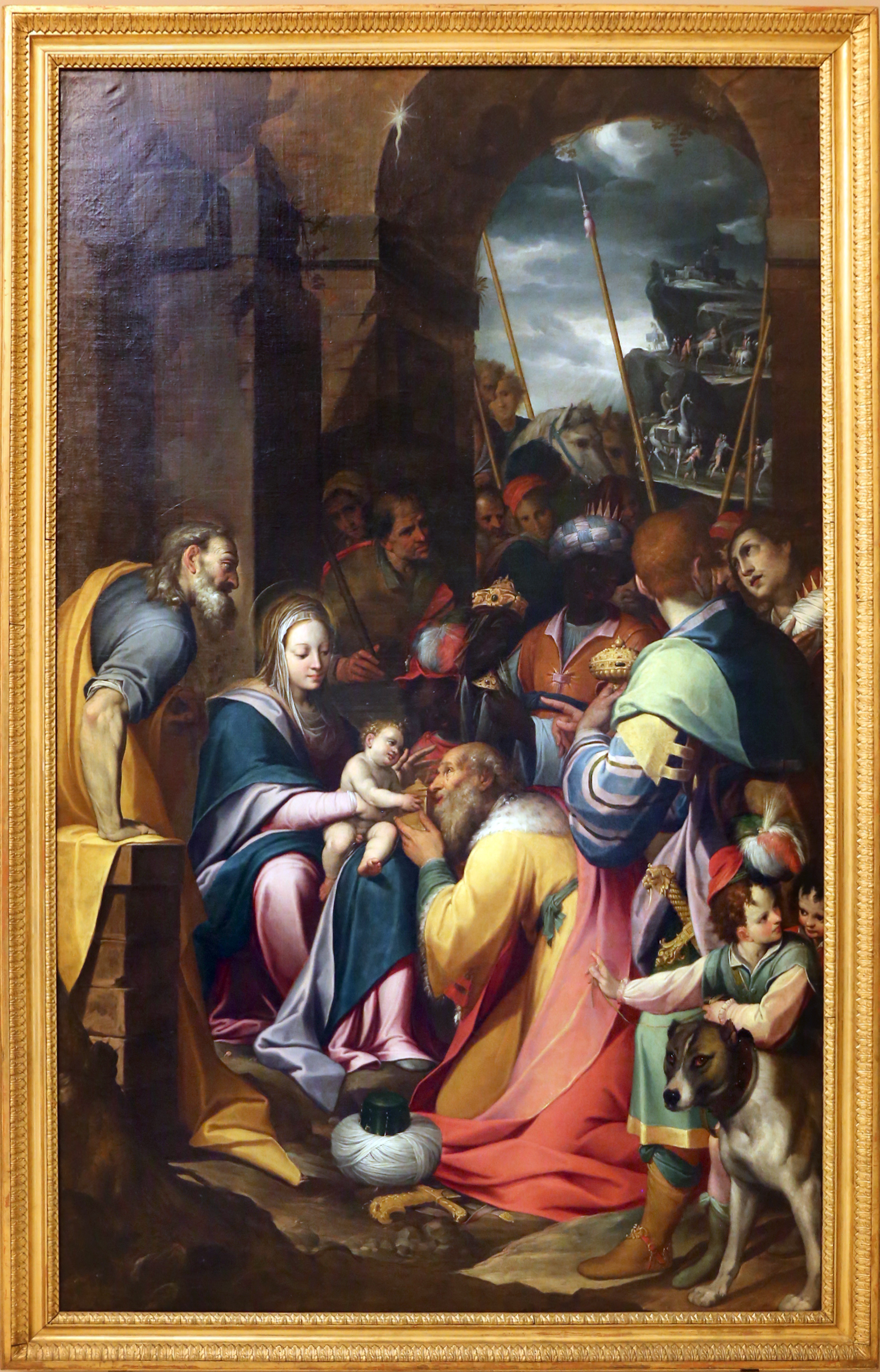
Adorazione dei Magi, Galleria Estense di Modena

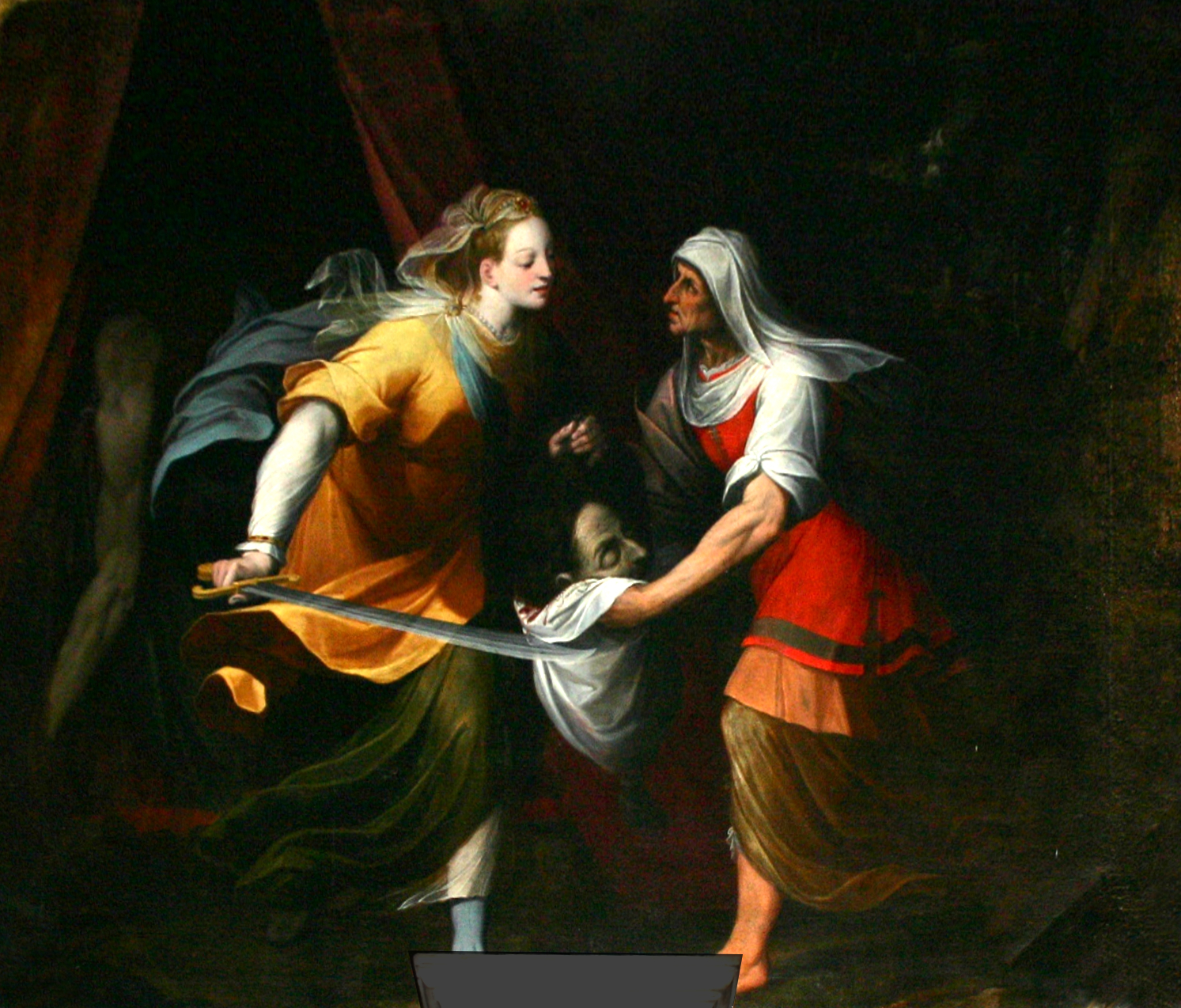
Giuditta e Oloferne, chiesa di Santa Maria del Carmine a Milano

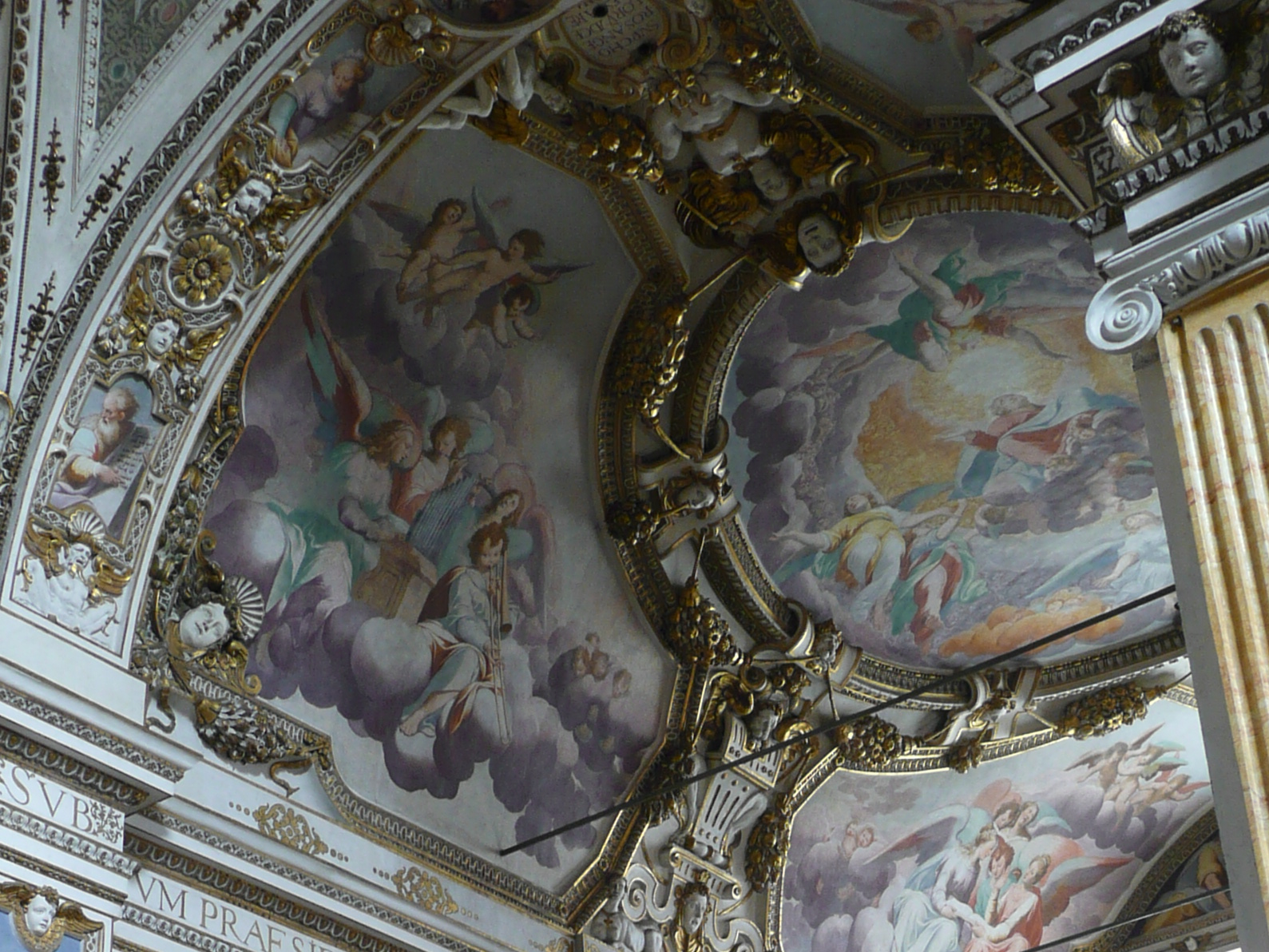
Assunzione di Maria, sulla volta del presbiterio della chiesa di Sant'Angelo a Milano

Nacque a Parma nel 1561, figlio del pittore bolognese Ercole Procaccini il Vecchio e fratello maggiore di Giulio Cesare e Carlo Antonio, entrambi pittori. Come i fratelli ebbe la sua formazione nella bottega paterna a Bologna. La prima opera certa è San Giovanni Battista alla fonte dipinto all'età di sedici anni, ora alla Galleria Estense di Modena, che mostra la formazione sui modelli di Raffaello, Michelangelo e Pellegrino Tibaldi.
Negli anni ottanta del Cinquecento ottenne prestigiose commissioni di affreschi per la cattedrale di Bologna, oggi perduti, dal cardinale Paleotti. Il Cardinale, importante esponente della controriforma, impose al pittore la realizzazione delle opere in conformità ai dettami del concilio di Trento, che caratterizzeranno tutta l'opera del Procaccini. Tra il 1585 e il 1587 affrescò il presbiterio di San Prospero a Reggio Emilia, caratterizzati da una libertà e una fantasia espressiva inconsuete nell'opera del pittore.
Dalla nativa Emilia si trasferì a Milano alla fine degli anni ottanta del Cinquecento al seguito del conte Pirro I Visconti Borromeo, colto ed estroso personaggio che nel 1587 gli affidò l'incarico della decorazione del celebre Ninfeo nella Villa Borromeo Visconti di Lainate.
Stabilitosi definitivamente a Milano con il padre e i fratelli, ottenne incarichi via via più prestigiosi che culminarono con la commissione delle ante d'organo per il duomo, nel 1592, che lo resero uno dei pittori eminenti della città, seguita nel 1600 dalla commissione delle altre due ante. Sempre per il duomo realizzò una pala che ritrae Il martirio di Sant'Agnese, opera successivamente trasferita alla Collezione Borromeo dell'Isola Bella.
Nella capitale del Ducato dominato dalla Spagna, divenne titolare di una bottega assai prolifica e apprezzata, veicolo della propaganda controriformista del cardinale Federigo Borromeo. Fu questa la ragione per cui molte delle opere di Procaccini a tema religioso sono caratterizzate da un forte carattere penitenziale, in linea con lo spirito della Controriforma.

## Opere
Opere giovanili:
- Sacrificio di Isacco, conservato presso la Pinacoteca Civica di Varallo Sesia[3]
- Ecce Homo, collezione Koelliker[3]
- Adorazione dei pastori, conservato presso la Pinacoteca Nazionale di Bologna[3]
- Teste grottesche, presso la Galleria degli Uffizi[3]
- San Giorgio e il drago, conservato presso la Galleria Nazionale d'Arte Antica di Palazzo Barberini[3]
- Martirio di Sant'Agnese, opera conservata all'Isola Bella[3]

Opere a partire dagli anni '90 del Cinquecento:
- le Tentazioni di Sant'Antonio Abate oggi in collezione privata a Noceto (1590-95)
- il Martirio di San Teodoro in Santo Stefano Maggiore a Milano (1595 circa)
- Gli apostoli al sepolcro della Vergine, grande tela nel presbiterio della basilica di Santa Maria Maggiore a Bergamo (1596)
- il coro della chiesa di Sant'Angelo a Milano
- "Immacolata Concezione con san Francesco" (Lilium inter spinas)Museo dei Cappuccini (Milano)
- la sagrestia e la cappella di San Gregorio in San Vittore al Corpo a Milano (1601-02)
- la cappella di san Giuseppe nel santuario della Madonna Addolorata di Rho
- la cappella dell'Immacolata in San Francesco a Lodi
- Strage degli innocenti in San Sisto a Piacenza
- Il martirio di San Caterina d'Alessandria in San Francesco a Pavia
- pala d'altare raffigurante San Francesco che ottiene l'indulgenza della Porziuncola con a lato due tele con San Rocco e San Sebastiano nella Basilica di Santa Maria di Campagna  a Piacenza
- L'Assunzione della Vergine,
- la Natività e la Crocefissione nella chiesa di Sant'Alessandro a Milano (1612-13)
- L'Annunciazione nella Certosa di Pavia (1616)[4]
- Presentazione della Croce, olio su tela, Chiesa di San Marco, Novara[5][6]
- la cappella dedicata alla Vergine in Santa Maria del Carmine a Milano
- Disputa tra Sant'Ambrogio e Sant'Agostino della chiesa di San Marco a Milano
- due tele raffiguranti Maria sorella di Mosè che esulta dopo il passaggio del Mar Rosso e Rebecca che disseta il servo di Abramo del ciclo delle eroine veterotestamentarie in Santa Maria di Canepanova a Pavia (1620-23)
- affreschi con Angeli musicanti nel coro della chiesa dei Santi Paolo e Barnaba a Milano
- Adorazione dei Magi nella parrocchiale di Biumo Inferiore, a Varese
- Sposalizio della Vergine in Santa Maria Incoronata a Milano
- Cappella Pisani o di San Carlo Borromeo nella chiesa di Chiesa di San Nicola da Tolentino a Venezia
- Conversione di San Paolo (1590-1610 ca.; attribuito) nella Basilica di San Paolo a Cantù

Procaccini fu artista di incisiva e rilevante importanza per la Lombardia e il Canton Ticino (nel quale, ad esempio, realizzò opere per la chiesa di Santa Croce a Riva San Vitale).
Le sue capacità, al di sopra della norma, gli valsero il soprannome di "Vasari della Lombardia". Egli, anche per il suo originale eclettismo che interiorizzava e rielaborava le precedenti quanto intense esperienze emiliane e romane, fu, quindi, nell'esplosione e nella propagazione del Barocco lombardo una guida sicura per tanti giovani pittori, tanto che la sua bottega rappresentò davvero un laboratorio esemplare al quale, tra gli altri, attinse sapere e affinamento l'intelligente creatività di artisti come Giovan Battista Discepoli.
I suoi sforzi per riformare lo stile della pittura religiosa si basano su un'esposizione chiara e logica dei principi cattolici dettati dalla controriforma elaborata nel concilio di Trento.

### Opere principali

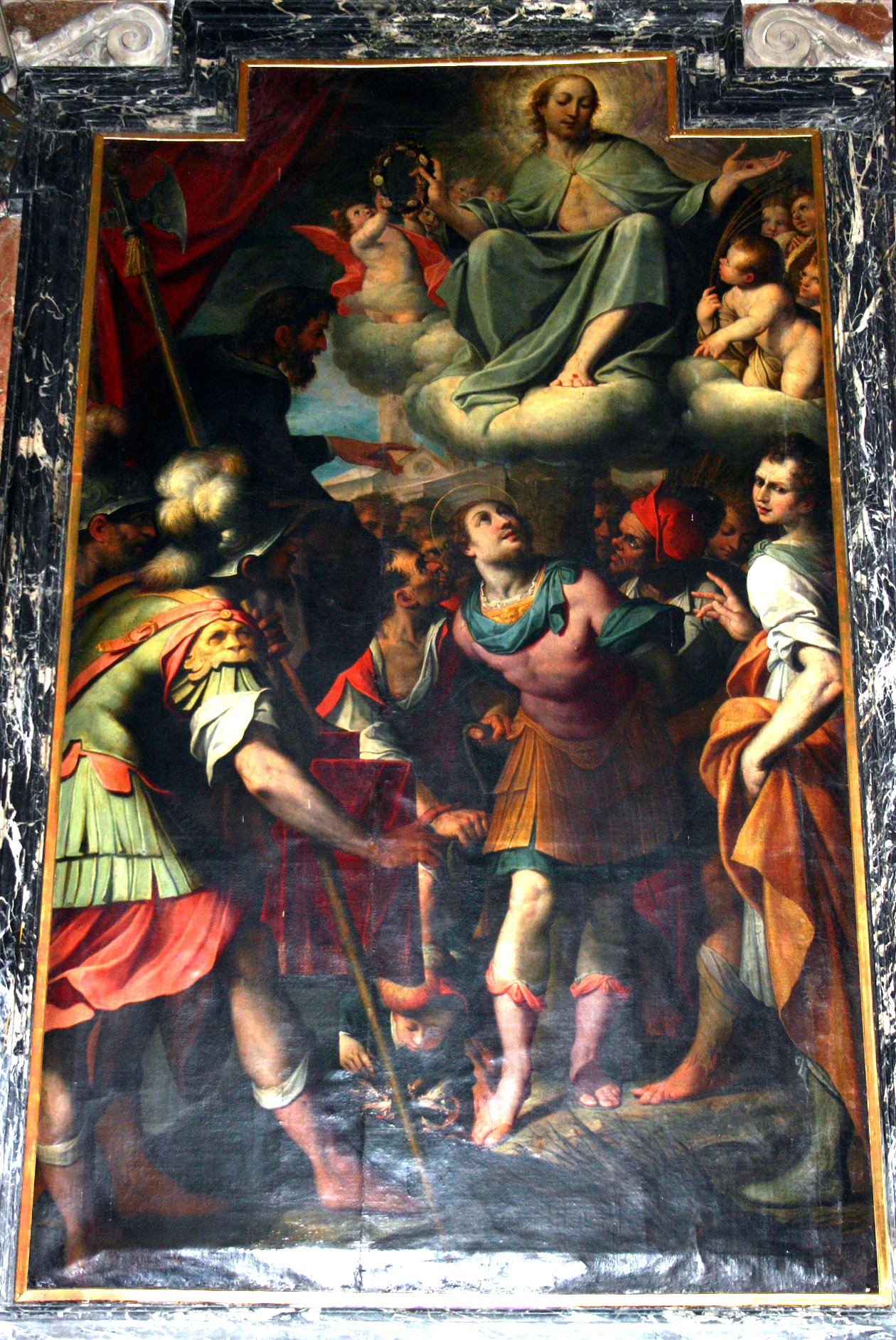
Martirio di San Teodoro, Milano, Santo Stefano Maggiore

La bravura del Procaccini emerse subito, e tra le sue primissime opere, troviamo già lavori impegnativi come l'affrescatura della Basilica di San Prospero a Reggio Emilia, del 1587.

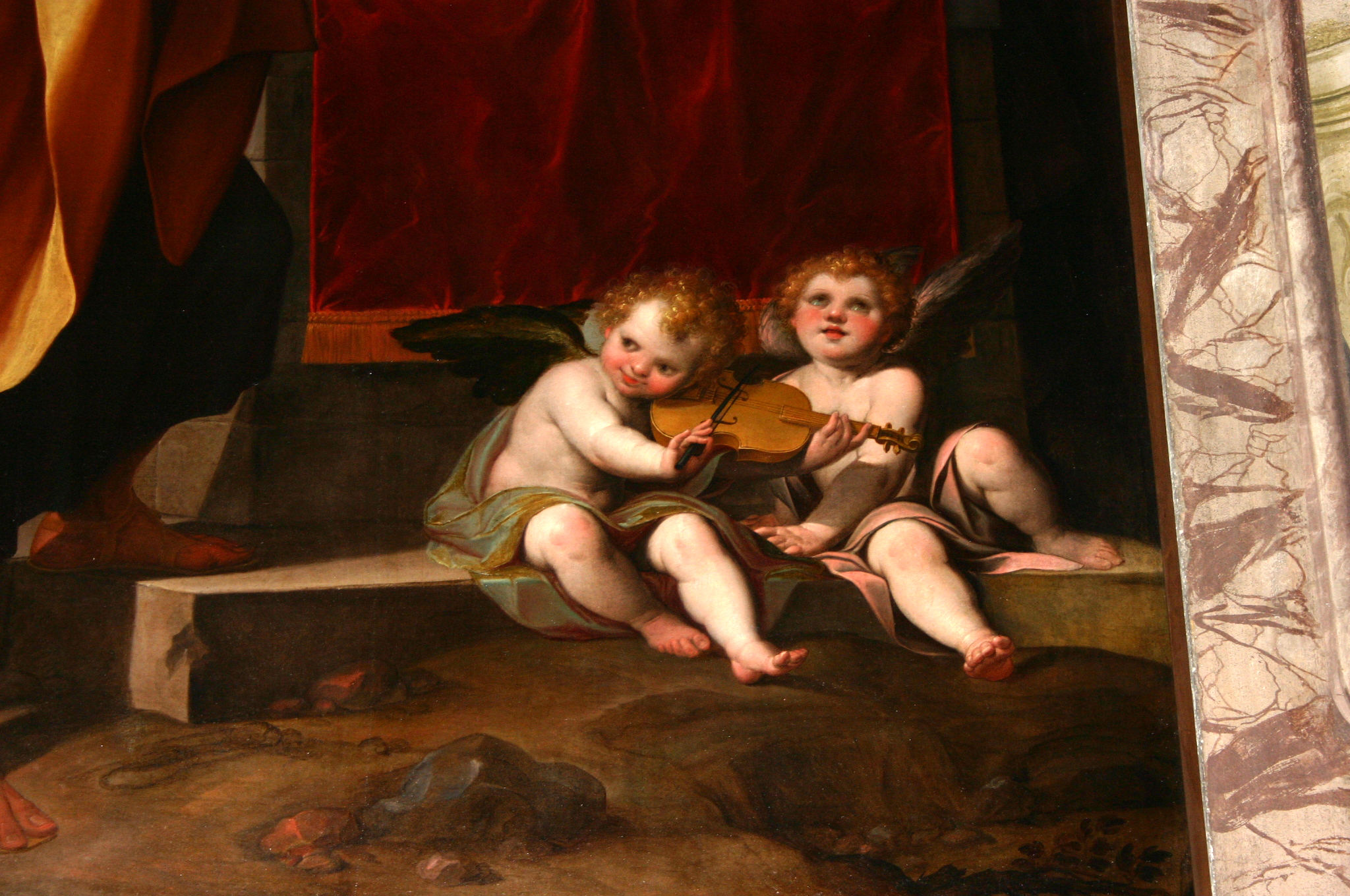
Angeli musicanti, Milano, San Marco

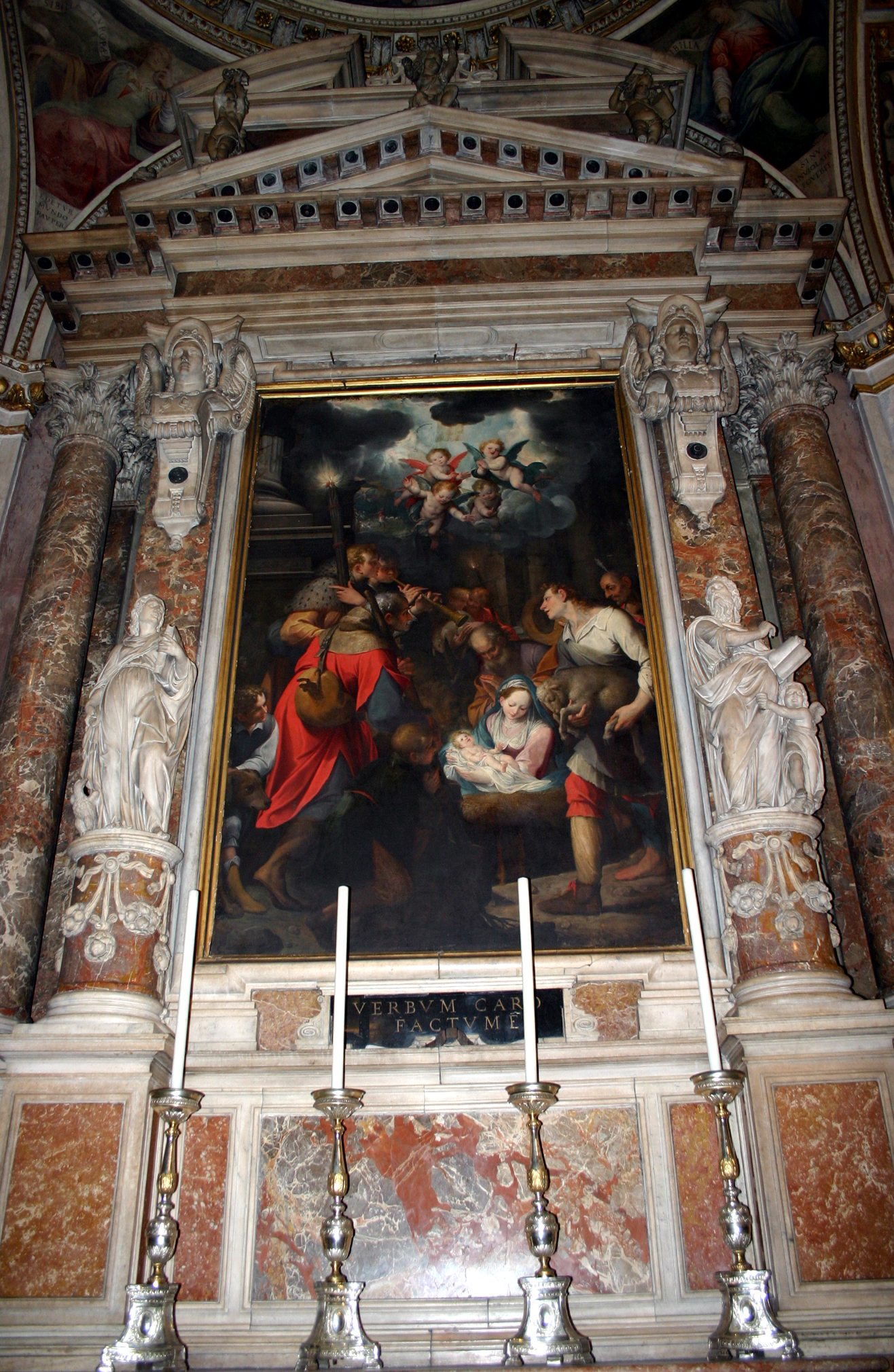
Natività, Milano, Sant'Alessandro

Altri lavori degni di nota, sono l'affrescatura della navata e dell'abside del Duomo di Piacenza, in collaborazione con Ludovico Carracci  lavoro completato tra il 1605 e il 1609 sempre a Piacenza nella chiesa di San Sisto (Piacenza) dipinge un telero con raffigurata strage degli innocenti, gli affreschi della volta e del coro della chiesa dei Santi Paolo e Barnaba a Milano del 1625.
Nel Duomo di Castiglione delle Stiviere è presente la pala d'altare Sposalizio di Santa Caterina, del 1600 circa.
A Milano in Sant'Alessandro in Zebedia lascia una Natività dipinta su commissione di Federico Borromeo, posta nella cappella cornu Epistolae che è ritenuta se non la migliore sua opera almeno una delle migliori, oltre ad una Madonna Assunta e ad una Crocifissione.
Al Sacro Monte d'Orta è conservata una Natività originariamente creata per adornare le pareti della prima cappella del complesso monumentale, poi di recente trasferita nella chiesa dei Santi Nicolao e Francesco al Monte, per preservarne l'integrità.
Tra le altre opere dell'artista presenti a Orta figura un suo quadro rappresentante Carlo Borromeo durante la peste, attualmente conservato nella chiesa parrocchiale.
Martirio di Sant’Agnese, del 1591, dipinto per il Duomo di Milano, e Trasfigurazione per la chiesa di San Fedele, oggi conservati a Stresa, Isola Bella, Collezione Borromeo
Madonna in trono con i santi Caterina, Lucia, Ambrogio e Agostino, 1594, Civello di Villaguardia, chiesa dei santi Cosma e Damiano, pervenuta alla chiesa parrocchiale di Civello dopo la soppressione nel 1784 della chiesa di san Lorenzo a Como, annessa al convento delle monache benedettine.
Da segnalare anche un ciclo di tele oggi a Torre Garofoli, dipinto per la chiesa di San Francesco a Tortona su commissione di Giustina Garofoli, vedova di Prospero Visconti.
Nella chiesa di Santa Maria in Calchera a Brescia, primo altare a destra, è conservata una pala raffigurante San Carlo Borromeo, a lui attribuita.
Nella chiesa di Santa Maria Assunta a Lesmo, in provincia di Monza e Brianza, è presente un dipinto di Camillo Procaccini raffigurante la Madonna del Rosario.
Nella chiesa dei Santi Gervaso e Protaso a Novate Milanese è presente il dipinto Natività della Vergine, realizzato dal pittore nel 1618.